# Carolus Olai Hising
Carolus Olai Hising, född 1572 i Gävle, död april 1642, var en svensk präst och riksdagsman.

## Biografi
Carolus Olai Hising föddes 1572 i Gävle. Han var son till bonden Olof Hising som kom från ön Hisingen; han tidigare varit fogde i Ulfsunds län. Hising blev 1586 student vid Rostocks universitet och reste 1588 till Tyskland, där han studerade vid flera lärosäten. Han avlade magisterexamen och blev rektor vid Arboga trivialskola. Hising prästvigdes 1603 och blev samma år kyrkoherde i Fellingsbro församling med tillträde 1604. Han höll en oration på latin vid prästmötet 1624. Hising avled 1642. Dottersonen Nils Rudbeckius höll 12 januari 1643 en parentation över honom vid gymnasiet, som senare  trycktes.

### Familj
Hising gifte sig 1598 med Cecilia Mattsdotter Hintze (1579–1668). Hon var dotter till myntmästaren Matts Hintz i Västerås. De fick tillsammans barnen borgmästaren Olof Hising i Norrköping, kyrkoherden Carolus Caroli Hising i Fellingsbro församling, klockaren Matthias Hising i Fellingsbro församling, studenten Johan Hising, handlanden Jacob Hising, borgmästaren Michael Hising i Köping, Magdalena Hising som var gift med biskopen Johannes Rudbeckius samt ytterligare nio barn.